# Força Marítima de Autodefesa do Japão
Força Marítima de Autodefesa do Japão (海上自衛隊, Kaijō Jieitai) é a atual força naval do Japão que conduz dois tipos de operações com a finalidade de defender o Japão: a proteção do tráfego marítimo e garantir o território japonês. A Força Marítima de Autodefesa do Japão tem uma força de pessoal de 46 000 tropas (atualmente em torno de 45 800 pessoas), operando mais de 248 navios de guerra os mais importantes são, 50 submarinos, 8 porta helicópteros, 12 destróieres guiados, 65 escoltas contra torpedeiros e fragatas, 16 corvetas, 26 navio-patrulha rápido e 29 navios de guerra limpa-minas, 9 embarcações de patrulha e 9 navios anfíbios (deslocamento total de aproximadamente 862 000 toneladas). Possuem também 170 aeronaves de asa fixa e 173 helicópteros. A maioria desses aviões e helicópteros são utilizados em operações de guerra anti-submarino e de minas.

## História

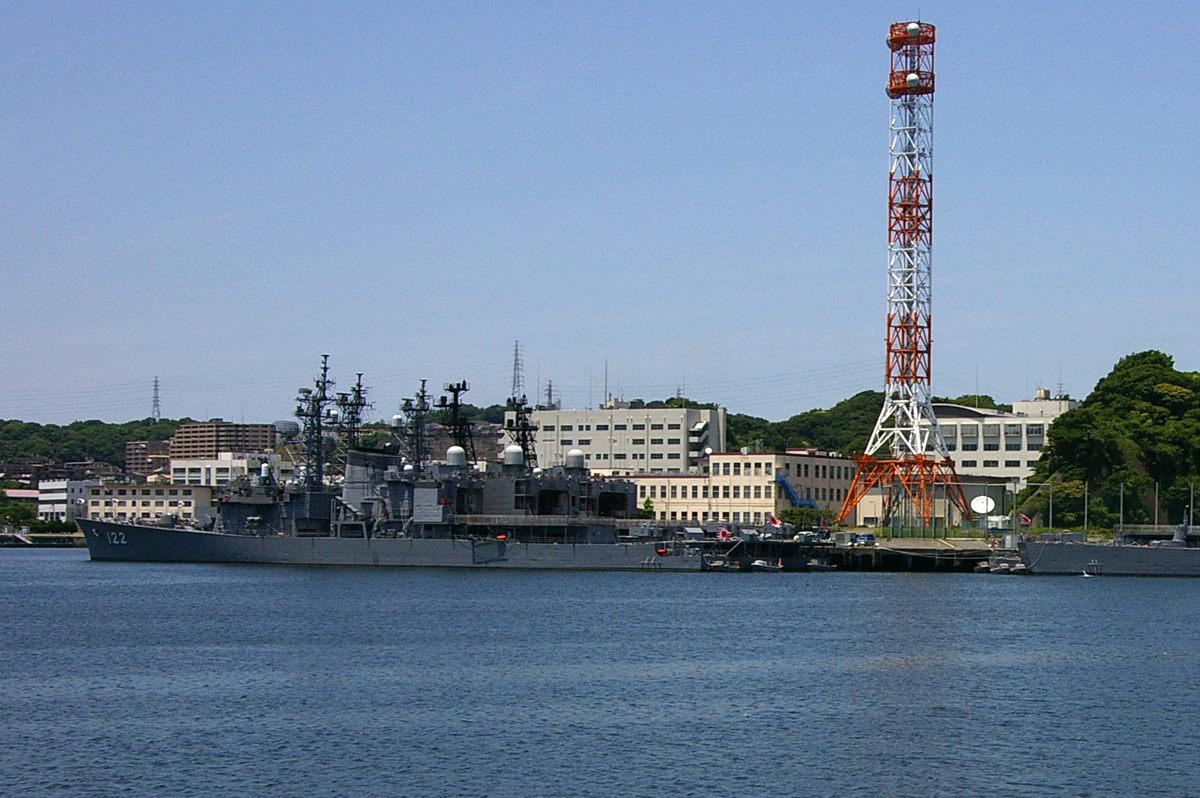
Sede da JMSDF, Yokosuka

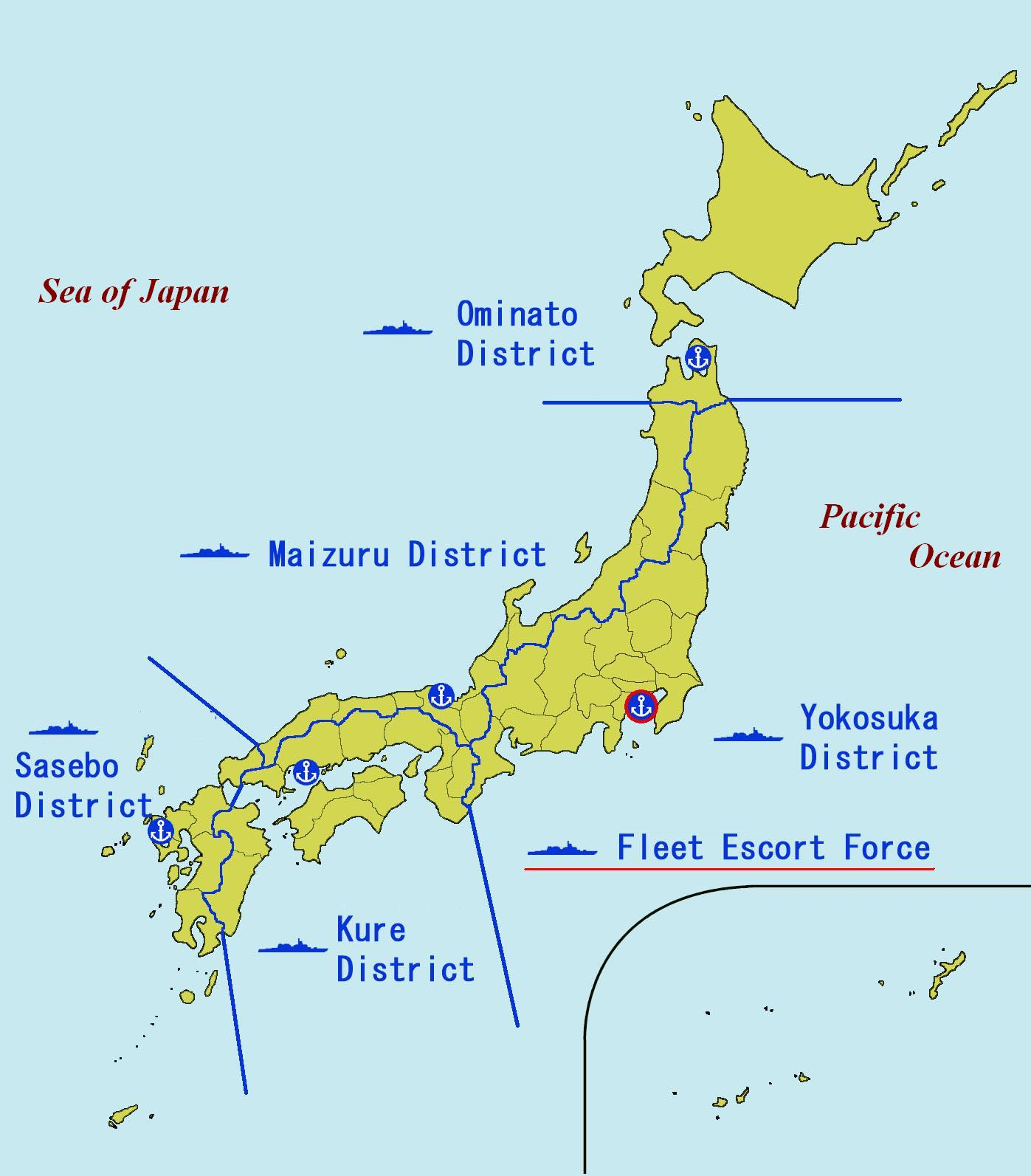
Forças Districiais

Com a derrota na Segunda Guerra Mundial onde o Japão abriu mão incondicionalmente de todas as forças armadas japonesas. A Constituição proíbe o Japão do pós-guerra de manter as forças militares e de levar a guerra para resolver disputas internacionais.
Apesar da cláusula anti-guerra, a Polícia Nacional Reserva foi criada em 1950 durante a ocupação do Japão pelos Aliados (1945-1952) para substituir as tropas americanas que foram enviadas para a Guerra da Coréia. A Polícia Nacional foi transformada em Forças de Autodefesa do Japão pelo governo japonês em 1954.
As Forças de Autodefesa do Japão foi dividido em três ramos militares:
- Força Terrestre de Autodefesa (Exército)
- Força Marítima de Autodefesa (Marinha)
- Força Aérea de Autodefesa (Aeronáutica)

### Organização
A Força Marítima de Autodefesa  é comandada pelo Chefe do Estado-Maior Marítima. A Frota Auto-Defesa Marítima, tem cinco comandos regionais distritais, e esquadrões  de formação aérea e diversas unidades de apoio, tais como hospitais e escolas. O Centro de Comando da Força Marítima, fica localizada em Tóquio.
O Sede da Frota da Força Marítima de Autodefesa, se localiza em Yokosuka. A Frota da Força Marítima de Autodefesa  é composta de quatro Flotilhas Escoltas (com base em Yokosuka, Sasebo, Maizuru e Kure), a   Frota Aérea  tem sua sede em Atsugi, duas flotilhas de submarinos baseadas em Kure e Yokosuka, duas flotilhas de minagem com base em Kure e Yokosuka e uma  flotilhas de comando/treinamento em Yokosuka.
A Força Marítima de Autodefesa pretende reorganizar as respectivas Flotilhas Escolta em um grupo DDH e grupo DDG, possibilitando melhorar mais a mobilidade.

### Força Escolta
Cada flotilha é formada por uma frota 8-8 formada 8 destróieres com 8 helicópteros a bordo, uma modificação dos antigos layouts da marinha japonesa formada de 8 navios de guerra e 8 cruzadores. Cada força é composta por um Destroyer Porta-helicóptero (DDH) agindo como um navio de comando,  2 destróieres com mísseis guiados (DDG) e 5 Destroyers (DD) padrão ASW.
- Primeira Força Escolta - Yokosuka
- Segunda Força Escolta - Sasebo
- Terceira Força Escolta - Maizuru
- Quarta Força Escolta - Kure

### Forças Districiais
Ao todo cinco unidades distritais agem em conjunto como uma frota a guardar as águas de suas jurisdições e fornecer apoio em terra. Cada distrito tem uma base da Força Marítima de Autodefesa  de apoio a militares e civis. Além disso, cada distrito abriga um a dois esquadrões de escolta regionais, compostas por dois a três Destroyers (DD) ou escoltas (DE). As  escoltas (DE) tendem a ser de classes mais velhas, geralmente são ex-navios da força principal. Por outro lado as escoltas (DD), tendem a ser navios construídos com finalidades definidas. Cada distrito tem também alguns navios de varredura de minas.
- Força Districial - Yokosuka
- Força Districial - Kure
- Força Districial - Sasebo
- Força Districial - Maizuru
- Força Districial - Ominato

## Navios
Destroyers (DD)
A Força Marítima de Autodefesa do Japão ou JMSDF não utiliza o termo fragata. Assim navios menores ou maiores na JMSDF são frequentemente citados como Contratorpedeiro e meios menores de 2 500/3 000 toneladas de (DE):

### Frota submarina
| Classe                  | Imagem                  | Tipo                    | Ativos                  | Nome                    | Nº Amura                |
| 26 ativos (3 de treino) | 26 ativos (3 de treino) | 26 ativos (3 de treino) | 26 ativos (3 de treino) | 26 ativos (3 de treino) | 26 ativos (3 de treino) |
| ----------------------- | ----------------------- | ----------------------- | ----------------------- | ----------------------- | ----------------------- |
| Oyashio                 |                         | Submarino de ataque     | 9                       | JS Uzushio              | SS-592                  |
| Oyashio                 | JS Makishio             | Submarino de ataque     | 9                       | SS-593                  |                         |
| Oyashio                 | JS Isoshio              | Submarino de ataque     | 9                       | SS-594                  |                         |
| Oyashio                 | JS Narushio             | Submarino de ataque     | 9                       | SS-595                  |                         |
| Oyashio                 | JS Kuroshio             | Submarino de ataque     | 9                       | SS-596                  |                         |
| Oyashio                 | JS Takashio             | Submarino de ataque     | 9                       | SS-597                  |                         |
| Oyashio                 | JS Yaeshio              | Submarino de ataque     | 9                       | SS-598                  |                         |
| Oyashio                 | JS Setoshio             | Submarino de ataque     | 9                       | SS-599                  |                         |
| Oyashio                 | JS Michoshio            | Submarino de ataque     | 9                       | SS-600                  |                         |
| Oyashio                 | Submarino de treino     | 2                       | JS Oyachio              | TSS-3608                |                         |
| Oyashio                 | Submarino de treino     | 2                       | JS Michishio            | TSS-3609                |                         |
| Sōryū                   |                         | Submarino de ataque     | 12                      | JS Sōryū                | SS-501                  |
| Sōryū                   | JS Unryū                | Submarino de ataque     | 12                      | SS-502                  |                         |
| Sōryū                   | JS Hakuryū              | Submarino de ataque     | 12                      | SS-503                  |                         |
| Sōryū                   | JS Kenryū               | Submarino de ataque     | 12                      | SS-504                  |                         |
| Sōryū                   | JS Zuiryū               | Submarino de ataque     | 12                      | SS-505                  |                         |
| Sōryū                   | JS Kokuryū              | Submarino de ataque     | 12                      | SS-506                  |                         |
| Sōryū                   | JS Jinryū               | Submarino de ataque     | 12                      | SS-507                  |                         |
| Sōryū                   | JS Sekiryū              | Submarino de ataque     | 12                      | SS-508                  |                         |
| Sōryū                   | JS Seiryū               | Submarino de ataque     | 12                      | SS-509                  |                         |
| Sōryū                   | JS Shōryū               | Submarino de ataque     | 12                      | SS-510                  |                         |
| Sōryū                   | JS Ōryū                 | Submarino de ataque     | 12                      | SS-511                  |                         |
| Sōryū                   | JS Tōryū                | Submarino de ataque     | 12                      | SS-512                  |                         |
| Taigei                  |                         | Submarino de treino     | 1                       | JS Taigei               | SSE-6201                |
| Taigei                  | Submarino de ataque     | 2                       | JS Hakugei              | SS-514                  |                         |
| Taigei                  | Submarino de ataque     | 2                       | JS Jingei               | SS515                   |                         |

### Frota de superfície

#### Porta-helicópteros
| Classe | Imagem  | Tipo                                | Ativos | Nome     | Nº Amura |
| ------ | ------- | ----------------------------------- | ------ | -------- | -------- |
| Hyūga  |         | Contratorpedeiro porta-helicópteros | 2      | JS Hyūga | DDH-181  |
| Hyūga  | JS Ise  | Contratorpedeiro porta-helicópteros | 2      | DDH-182  |          |
| Izumo  |         | Contratorpedeiro porta-helicópteros | 2      | JS Izumo | DDH-183  |
| Izumo  | JS Kaga | Contratorpedeiro porta-helicópteros | 2      | DDH-184  |          |

#### Navios de desembarque
| Classe                 | Imagem                       | Tipo                                  | Ativos                | Nome                         | Nº Amura              |
| Navios de desembarque  | Navios de desembarque        | Navios de desembarque                 | Navios de desembarque | Navios de desembarque        | Navios de desembarque |
| ---------------------- | ---------------------------- | ------------------------------------- | --------------------- | ---------------------------- | --------------------- |
| Ōsumi                  |                              | Navio de desembarque de tanques (LST) | 3                     | JS Ōsumi                     | LST-4001              |
| Ōsumi                  | JS Shimokita                 | Navio de desembarque de tanques (LST) | 3                     | LST-4002                     |                       |
| Ōsumi                  | JS Kunisaki                  | Navio de desembarque de tanques (LST) | 3                     | LST-4003                     |                       |
| Lanchas de desembarque |                              |                                       |                       |                              |                       |
| 1-Go                   |                              | Aerodeslizador de desembarque (LCAC)  | 6                     | Landing Craft Air Crushion 1 | LCAC-2101             |
| 1-Go                   | Landing Craft Air Crushion 2 | Aerodeslizador de desembarque (LCAC)  | 6                     | LCAC-2102                    |                       |
| 1-Go                   | Landing Craft Air Crushion 3 | Aerodeslizador de desembarque (LCAC)  | 6                     | LCAC-2103                    |                       |
| 1-Go                   | Landing Craft Air Crushion 4 | Aerodeslizador de desembarque (LCAC)  | 6                     | LCAC-2104                    |                       |
| 1-Go                   | Landing Craft Air Crushion 5 | Aerodeslizador de desembarque (LCAC)  | 6                     | LCAC-2105                    |                       |
| 1-Go                   | Landing Craft Air Crushion 6 | Aerodeslizador de desembarque (LCAC)  | 6                     | LCAC-2106                    |                       |

#### Contratorpedeiros
| Classe                                     | Imagem                                     | Ativos                                     | Nome                                       | Nº amura                                   |
| Contratorpedeiros de mísseis guiados - DDG | Contratorpedeiros de mísseis guiados - DDG | Contratorpedeiros de mísseis guiados - DDG | Contratorpedeiros de mísseis guiados - DDG | Contratorpedeiros de mísseis guiados - DDG |
| ------------------------------------------ | ------------------------------------------ | ------------------------------------------ | ------------------------------------------ | ------------------------------------------ |
| Kongō                                      |                                            | 4                                          | JS Kongō                                   | DDG-173                                    |
| Kongō                                      | JS Kirishima                               | 4                                          | DDG-174                                    |                                            |
| Kongō                                      | JS Myōkō                                   | 4                                          | DDG-175                                    |                                            |
| Kongō                                      | JS Chōkai                                  | 4                                          | DDG-176                                    |                                            |
| Atago                                      |                                            | 2                                          | JS Atago                                   | DDG-177                                    |
| Atago                                      | JS Ashigara                                | 2                                          | DDG-178                                    |                                            |
| Maya                                       |                                            | 2                                          | JS Maya                                    | DDG-179                                    |
| Maya                                       | JS Haguro                                  | 2                                          | DDG-180                                    |                                            |
| Contratorpedeiros - DD                     |                                            |                                            |                                            |                                            |
| Asagari                                    |                                            | 8                                          | JS Asagari                                 | DD-151                                     |
| Asagari                                    | JS Yamagiri                                | 8                                          | DD-152                                     |                                            |
| Asagari                                    | JS Yūgiri                                  | 8                                          | DD-153                                     |                                            |
| Asagari                                    | JS Amagiri                                 | 8                                          | DD-154                                     |                                            |
| Asagari                                    | JS Hamagiri                                | 8                                          | DD-155                                     |                                            |
| Asagari                                    | JS Setogiri                                | 8                                          | DD-156                                     |                                            |
| Asagari                                    | JS Sawagiri                                | 8                                          | DD-157                                     |                                            |
| Asagari                                    | JS Umigiri                                 | 8                                          | DD-158                                     |                                            |

| Navios                                   | Tipo                                                    | Versão | Quantidade | Notas                                                                                 |
| ---------------------------------------- | ------------------------------------------------------- | ------ | ---------- | ------------------------------------------------------------------------------------- |
| Navio de patrulha classe Hayabusa        | Navio-patrulha rápido                                   | PG     | 6          | construido por Mitsubishi                                                             |
| Uraga class minesweeper tenders          | Minagem                                                 | MST    | 2          | construído por Hitachi                                                                |
| Yaeyama class minesweeper                | Minagem                                                 | MSO    | 3          | construído por Mitsubishi                                                             |
| Caça-minas classe Enoshima               | Caça-Minas                                              | MSC    | 2          | mais 2 em construção, construído por Universal Shipbuilding Corporation               |
| Caça-minas classe Sugashima              | Caça-Minas                                              | MSC    | 12         | construído por Mitsubishi                                                             |
| Caça-minas classe Uwajima                | Caça-Minas                                              | MSC    | 6          | construído por Hitachi                                                                |
| Caça-minas classe Hirashima              | Caça-Minas                                              | MSC    | 3          | construído por Universal Shipbuilding Corporation                                     |
| Niijima class minesweeper controllers    | Caça-Minas                                              | MSC    | 1          | construído por Hitachi                                                                |
| Ieshima class minesweeper controllers    | Caça-Minas                                              | MSC    | 1          | construido por Hitachi                                                                |
| Navio tanque de desembarque classe Ōsumi | Anfíbio                                                 | LSD    | 3          | construído por Hitachi e Mitsui Engineering & Shipbuilding                            |
| Navio tanque de desembarque classe Yura  | Anfíbio                                                 | LSU    | 1          | construído por Sasebo Heavy Industries                                                |
| Landing Craft Air Cushion                | Hovercraft                                              | LCAC   | 6          | construído por Textron Marine and Land Systems/Avondale Gulfport Marine               |
| Hamana class Tanker                      | Reabastecedor                                           | AO     | 1          | construído por Hitachi                                                                |
| Sagami class Tanker                      | Reabastecedor                                           | AOE    | 1          | construído por Hitachi                                                                |
| Towada class Tanker                      | Reabastecedor                                           | AOE    | 3          | construído por IHI Corporation e Hitachi                                              |
| Masyu class Tanker                       | Reabastecedor                                           | AOE    | 2          | construído por Universal Shipbuilding Corporation e Mitsui Engineering & Shipbuilding |
| Kashima class cadet training ships       | Navio de Treinamento                                    | TV     | 1          | Hitachi                                                                               |
| Shimayuki Class training vessel          | Navio de Treinamento                                    | TV     | 3          | Ex-classe Hatsuyuki destroyer                                                         |
| Azuma Class                              | Navio de Treinamento                                    | ATS    | 1          | construído por construído por Hitachi                                                 |
| Classe Kurobe                            | Navio de Treinamento                                    | ATS    | 1          | construído por JFE Engineering Corporation                                            |
| Classe Tenryu                            | Navio de Treinamento                                    | ATS    | 1          | construído por Sumitomo                                                               |
| Classe Asuka                             | Navio experimental treinamento interceptação de mísseis | ASE    | 1          | construído por Sumitomo                                                               |
| Classe Kurihama                          | Navio experimental treinamento interceptação de mísseis | ASE    | 1          | construído por Sasebo Heavy Industries                                                |
| Navio de suporte classe Hiuchi           | Suporte                                                 | AMS    | 5          | construído por Mitsui Engineering & Shipbuilding e Universal Shipbuilding Corporation |
| Classe Suma                              | Oceanográfico                                           | AGS    | 1          | construído por Hitachi                                                                |
| Classe Shonan                            | Oceanográfico                                           | AGS    | 1          | construído por Mitsui Engineering & Shipbuilding                                      |
| Classe Nichinan                          | Oceanográfico                                           | AGS    | 1          | construído por construído por Mitsubishi                                              |
| Classe Futami                            | Oceanográfico                                           | AGS    | 1          | construído por construído por Hitachi                                                 |
| Navio de vigilância classe Hibiki        | Navio de vigilância                                     | AOS    | 2          | construído por Mitsui Engineering & Shipbuilding                                      |
| Quebra-gelo Shirase                      | Navio de apoio à exploração polar                       | AGB    | 1          | construído por IHI Corporation                                                        |
| Navio de salvamento submarino Chihaya    | Navio de resgate                                        | ASR    | 1          | construído por Mitsui Engineering & Shipbuilding                                      |
| Classe Chiyoda                           | Navio de resgate submarinos                             | AS     | 1          | construído por Mitsui Engineering & Shipbuilding                                      |
| Outros meios                             | auxiliares abaixo de 1 000 toneladas                    |        | 303        | Total de 450 navios em operação.                                                      |

## Inventário de aeronaves

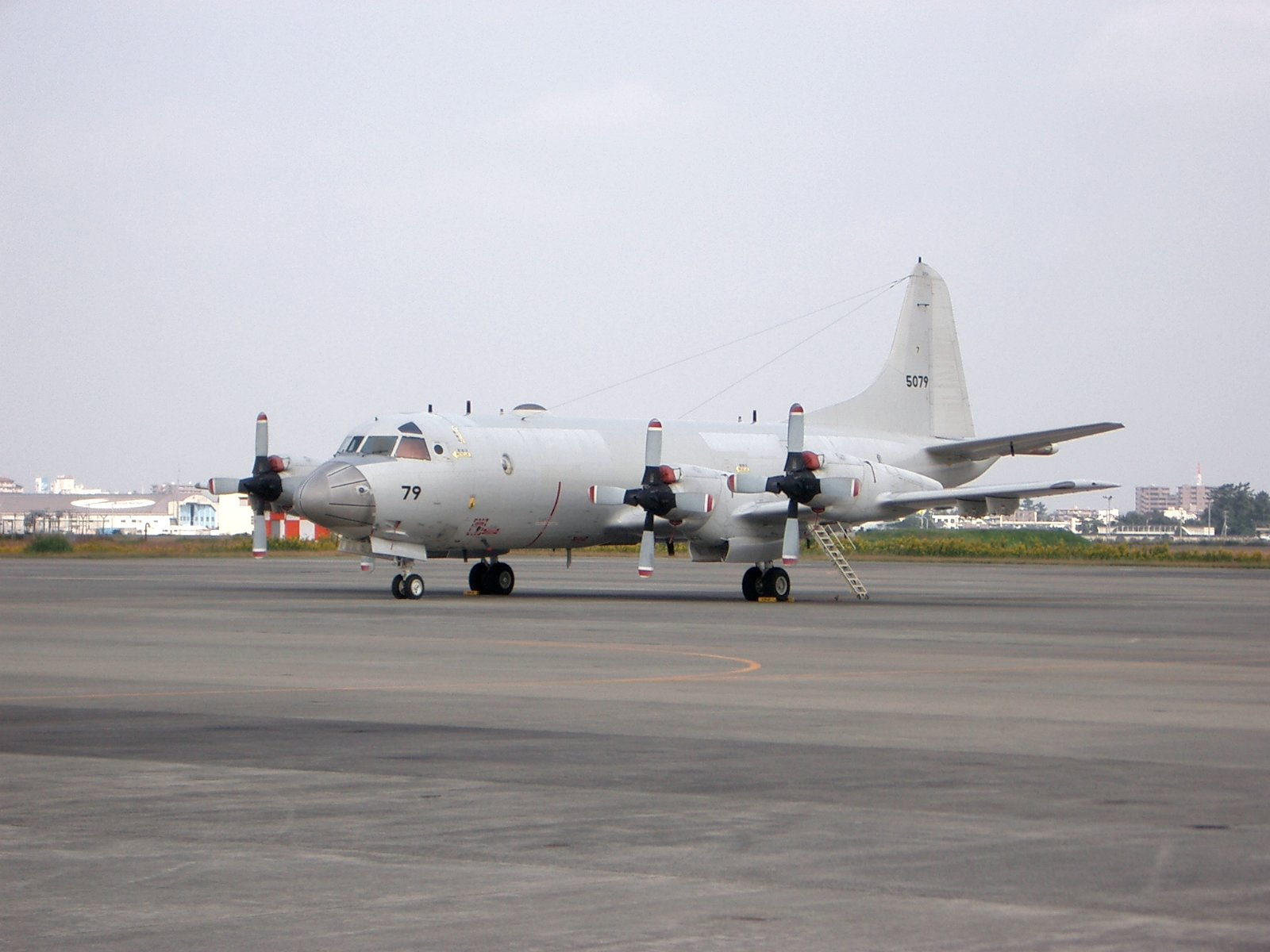
P-3C

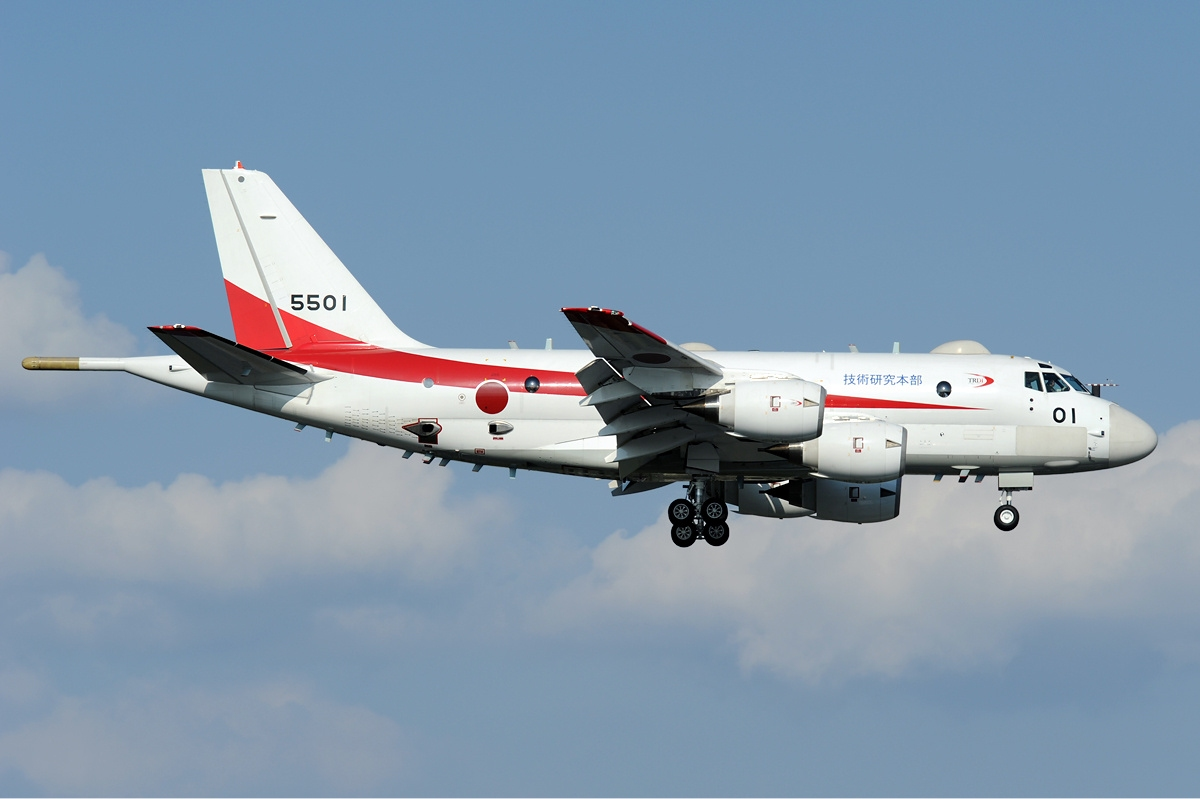
XP-1

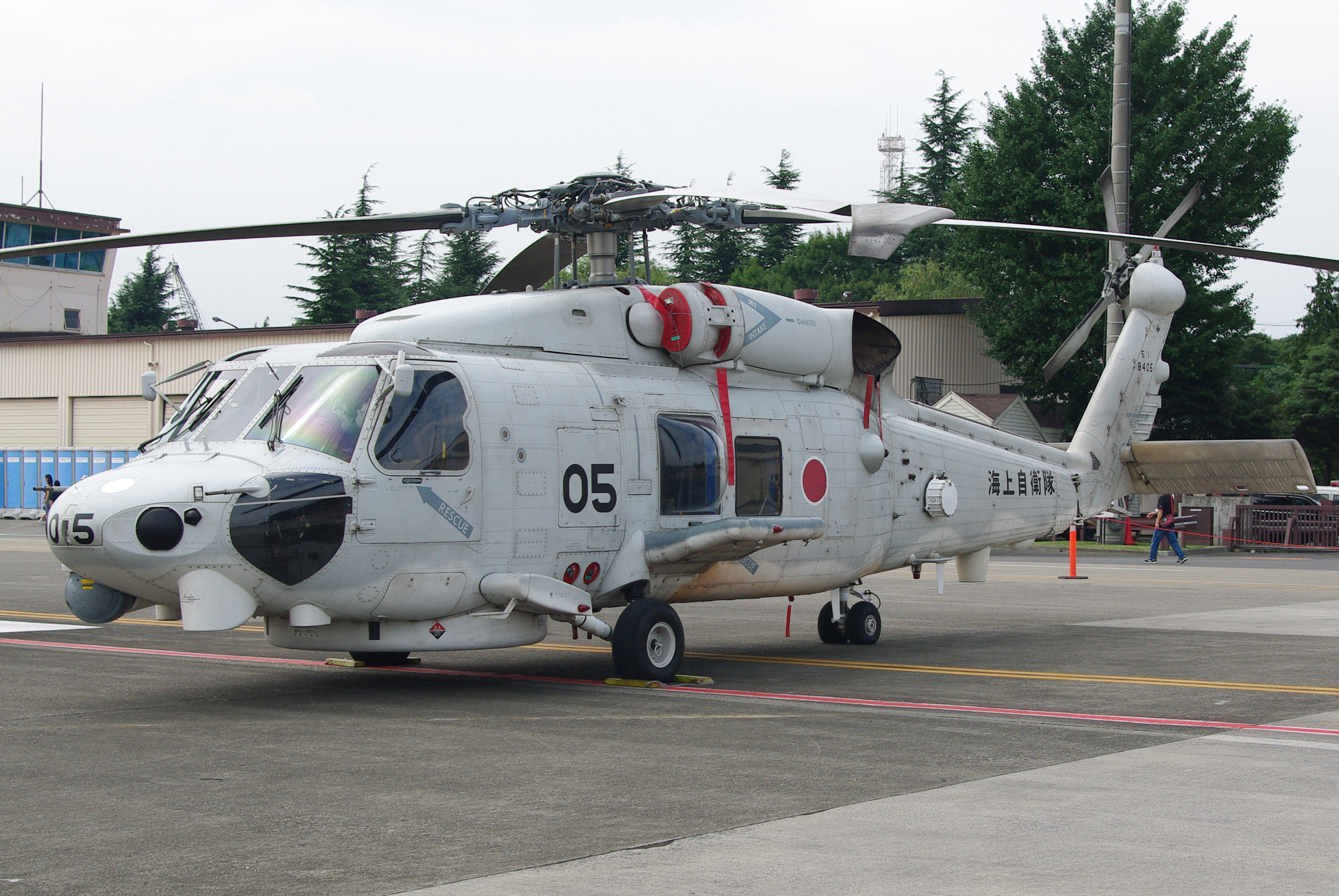
SH-60K

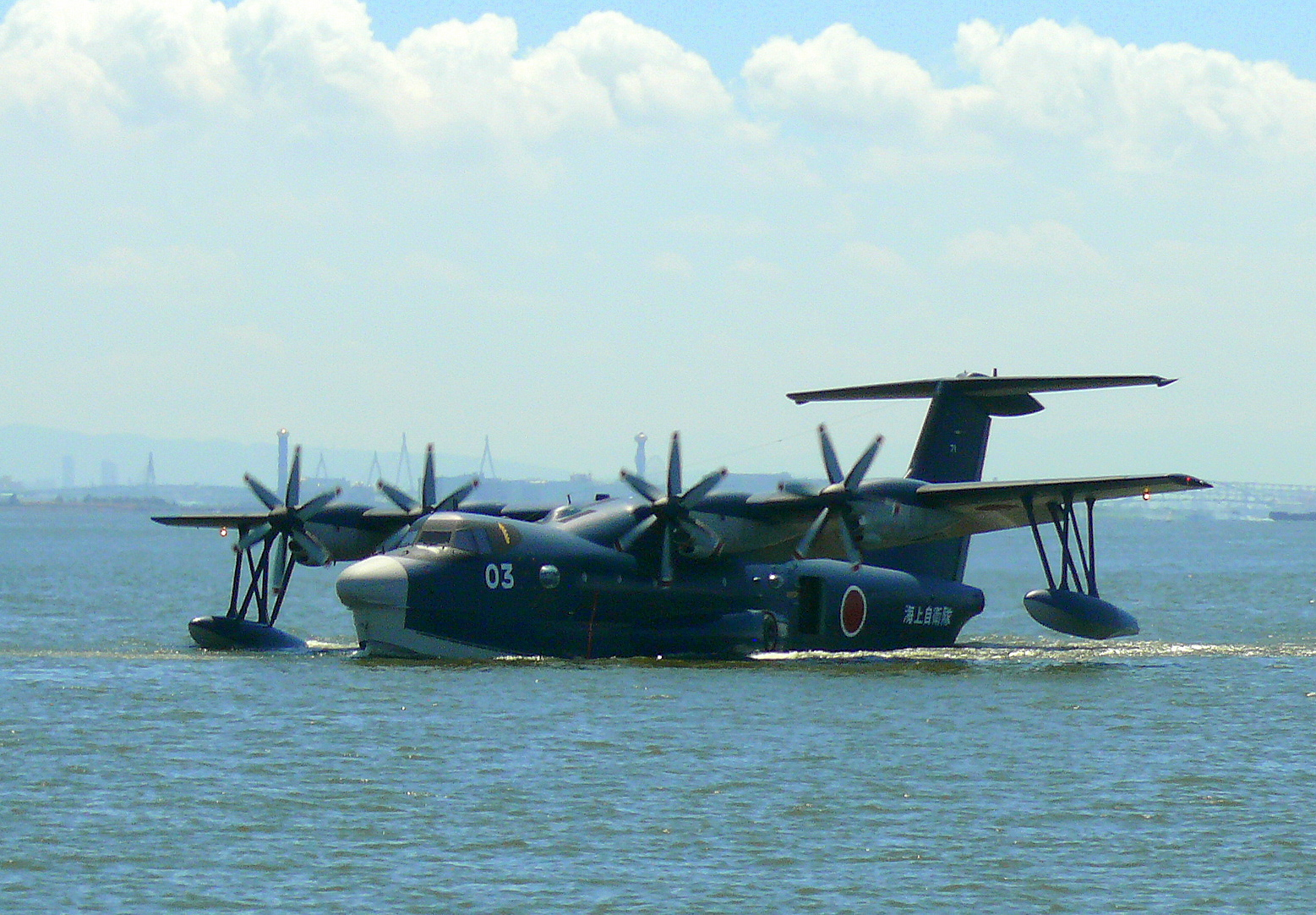
US-2

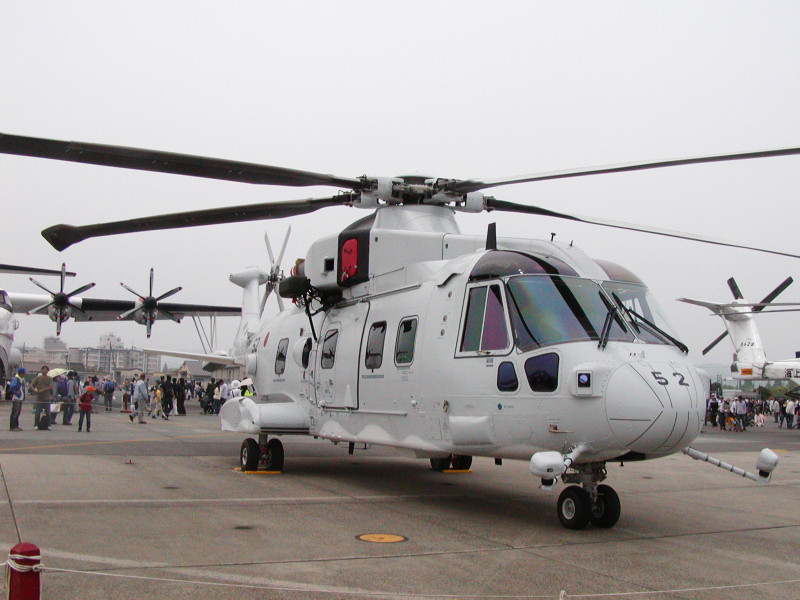
MCH-101

A Força Marítima de Autodefesa do Japão possui 170 aeronaves de asa fixa e 173 helicópteros:
| Avião                 | Origem               | Tipo                                                            | Versão                   | Em serviço | Notas |
| --------------------- | -------------------- | --------------------------------------------------------------- | ------------------------ | ---------- | --- |
| AgustaWestland AW101  | Itália Reino Unido   | Helicóptero limpa-minas Helicóptero de transporte               | MCH-101CH-101            | 8 2        | Substituindo o MH-53E e S-61A. O primeiro MCH-101 foi construído pela AgustaWestland e o restante esta sendo construido pela Kawasaki. |
| Beechcraft King Air   | Estados Unidos       | TreinamentoContatoVistoria aérea                                | TC-90LC-90UC-90          | 31         | |
| Fuji T-5              | Japão                | Treinamento                                                     | T-5                      | 35         | |
| Learjet 35            | Estados Unidos       | Utilitário                                                      | U-36A                    | 4          | |
| Lockheed P-3 Orion    | Estados Unidos       | Patrulha marítimaSIGINTReconhecimentoTeste de SIGINTTreinamento | P-3CEP-3COP-3CUP-3CUP-3D | 805413     | Construído por Kawasaki |
| MD Helicopters MD 500 | Japão                | Helicóptero de treinamento                                      | OH-6DOH-6J               | 54         | Construído por Kawasaki quase todos já estão desativados.                                                                              |
| Eurocopter EC135      | União Europeia       | Helicóptero de treinamento                                      | EC135 T2i                | 4          | Construído por Kawasaki esta substituindo os OH-6 total de 16 unidades.                                                                |
| NAMC YS-11            | Japão                | Utilitário                                                      | YS-11T                   | 10         | estão sendo substituídos por 6 KC-130R usados ex-Eua.                                                                                  |
| ShinMaywa US-1        | Japão                | Resgate                                                         | US-1A                    | 3          | |
| ShinMaywa US-2        | Japão                | Resgate                                                         | US-2                     | 5          | estão substituindo o US-1A |
| Mitsubishi SH-60      | Estados Unidos Japão | Helicóptero naval                                               | SH-60JSH-60K             | 10352      | Construído por Mitsubishi |
| UH-60 Black Hawk      | Estados Unidos       | Helicóptero de salvamento                                       | UH-60J                   | 19         | Construído por Mitsubishi |
| CH-53E Super Stallion | Estados Unidos       | Helicóptero limpa-minas                                         | MH-53E                   | 10         | |
| Kawasaki P-1          | Japão                | Patrulha marítima                                               | P-1                      | 7          | Foi planejado para substituir as aeronaves de patrulha P-3C                                                                            |

### Futuros Equipamentos
| Navios                   | Tipo              | Versão     | Quantidade | Notas |
| ------------------------ | ----------------- | ---------- | ---------- | --- |
| 19000t class destroyer   | Porta-helicóptero | DDH-XXX    | 2          | 1 em construção, 1 unidade planejada |
| Akizuki class destroyer  | Contra Torpedeiro | DD-115~120 | 45         | 36 incorporado |
| 5000 class destroyer     | Contra Torpedeiro | DD-XXX     | 4          | Novo programa destruidor de 5 000 toneladas revelado em FY2013 pedido de orçamento do Ministério da Defesa. Aparentemente um desenvolvimento otimizado ASW da classe Akizuki |
| Sōryū class submarine    | Submarino         | SS-501~510 | 55         | 45 incorporados, 10 em construção, 1 unidade planejada |
| DDR Destroyer Revolution | Contra Torpedeiro | DDR-XXX    | 2          | Navio de escolta da próxima geração "O Programa se iniciou em 2009, os planos atuais são para começar a construção entre 2016~2020.                                          |

## Bandeira
Uma variante bem conhecida do disco solar é o disco solar com 16 raios em uma formação Siemens star, usada historicamente pelas Forças Armadas do Japão, particularmente a Marinha Imperial do Japão. A bandeira, conhecida em japonês como Kyokujitsu-ki (旭日旗), foi adotada pela primeira vez como bandeira naval em 7 de outubro de 1889, e foi usada até o final da Segunda Guerra Mundial em 1945. Foi re-adotada em 30 de junho de 1954, e hoje é usada como bandeira naval da Força Marítima de Autodefesa do Japão. Nos países asiáticos vizinhos que foram ocupados pelo Japão, essa bandeira ainda carrega uma conotação negativa. A Força Marítima de Autodefesa do Japão também usa um galhardete. Adotada pela primeira vez em 1914 e re-adotada em 1965, a bandeirola contém uma versão simplificada da bandeira naval no final do mastro, com o resto da bandeirola de cor branca. A razão da bandeirola está entre 1:40 e 1:90.

## Legislação
- Governo do Japão. 自衛隊法施行令 [Ordem de Execução de Lei das Forças de Autodefesa]; 30 de junho de 1954 [archived 2008-04-07; citado em 25-1-2008]. (em japonês).

- Ministério da Defesa do Japão. 海上自衛隊旗章規則 [JMSDF Flag and Emblem Rules] [PDF]; 25 de março de 2008 [citado em 25-9-2009]. (em japonês).